# S-chanf
S-chanf ( toponimo romancio; in tedesco Scanfs, desueto, in italiano Scanevo, desueto) è un comune svizzero di 697 abitanti del Canton Grigioni, nella regione Maloja.

## Geografia fisica
S-chanf è situato in Alta Engadina, sulla sponda sinistra dell'Inn; dista 19 km da Sankt Moritz, 47 km da Davos, 72 km da Coira e 147 km da Lugano. Il punto più elevato del comune è la cima del Piz Vadret (3 229 m s.l.m.), che segna il confine con Zernez. Parte del territorio comunale è compreso nel Parco nazionale svizzero.

## Monumenti e luoghi d'interesse
- Chiesa riformata di Santa Maria, attestata dal 1450 e ricostruita nel 1493, con torre del XIV secolo[1];
- Chiesa riformata di Cinuos-chel, eretta nel 1615[2];
- Chiesa riformata di Susauna, eretta nel 1696[1];
- Ospizio di Chapella, eretto nel 1250 e ampliato tra il XIV e il XVI secolo, con la cappella di San Nicola e Sant'Ulrico, attestata dal 1209 ma eretta nell'XI secolo e ampliata nel 1524[3];
- Casa Juvalta[senza fonte].

## Società

### Evoluzione demografica
L'evoluzione demografica è riportata nella seguente tabella:
Abitanti censiti

### Lingue e dialetti
Il comune è prevalentemente di lingua romancia (52% della popolazione nel 2000) e tedesca (37% nel 2000).

## Infrastrutture e trasporti

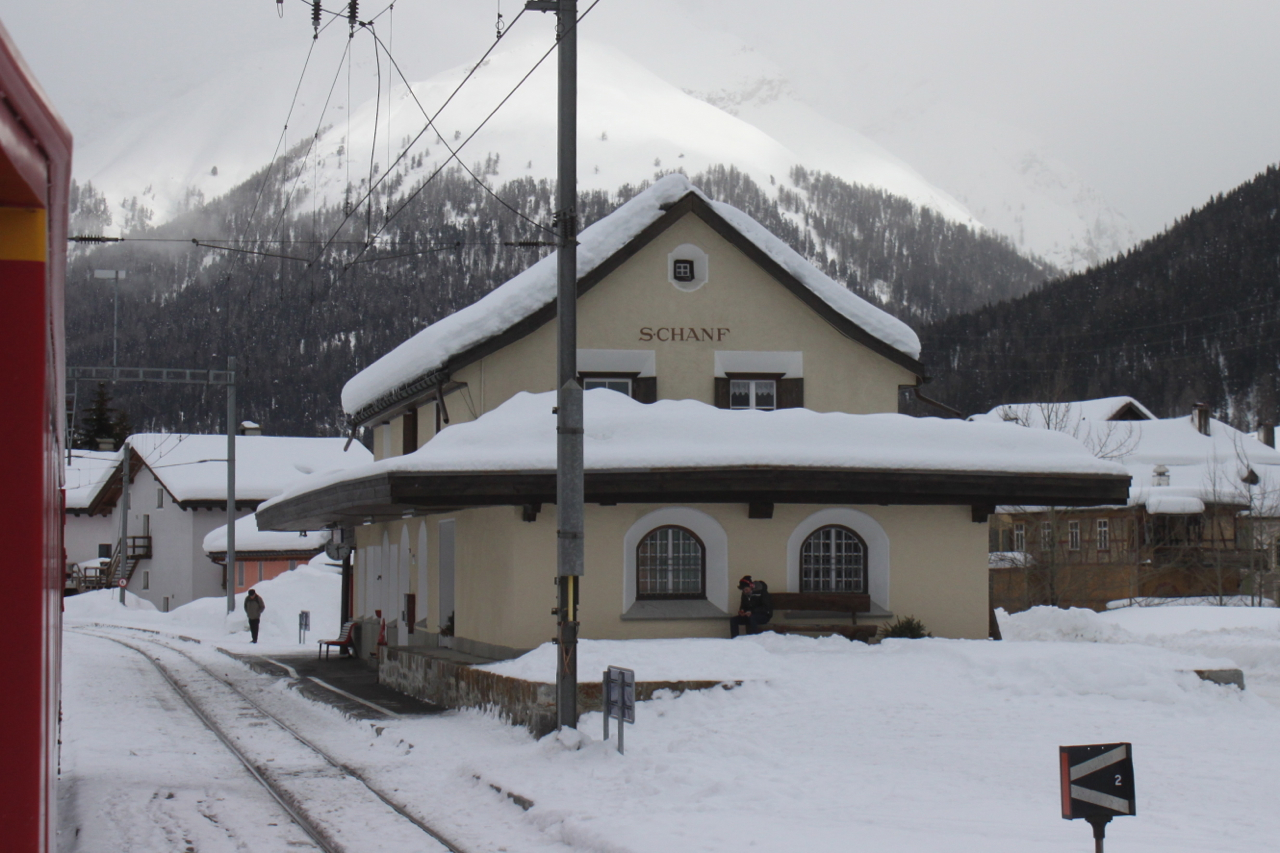
La stazione di S-chanf

È servito dalle stazioni ferroviarie di S-chanf e di Chinuos-chel-Brail della Ferrovia Retica, sulla linea dell'Engadina